# (3353) Jarvis
(3353) Jarvis ist ein Asteroid des Hauptgürtels, der am 20. Dezember 1981 von Edward L. G. Bowell entdeckt wurde. 
Der Asteroid wurde nach dem amerikanischen Astronauten Gregory B. Jarvis benannt, der als Nutzlast-Experte des Challenger-Fluges STS-51-L am 28. Januar 1986 ums Leben kam. Die Raumfähre war kurz nach dem Start durch die Explosion ihres Flüssigtreibstofftanks zerrissen worden.